# Ladies European Tour
Ladies European Tour (także jako LET) – organizacja zrzeszająca profesjonalne graczki w golfa, założona w 1978. Jej siedziba znajduje się w Buckinghamshire Golf Club niedaleko Londynu w Anglii. Zrzesza członkinie z ok. 40 krajów na całym świecie, jednak większość z nich to Europejki. 